# Can Riera d'Avall
Can Riera d'Avall és un mas al nucli de Sant Martí Sapresa (Brunyola i Sant Martí Sapresa, la Selva). L'edifici principal, de planta rectangular i de dimensions considerables, consta de planta baixa i dos pisos superiors i que està cobert amb una teulada a dues aigües de vessants a laterals. La masia té adossades diverses construccions de treball i, paral·lelament en la façana lateral hi ha adossada una petita torreta de planta circular coronada amb falsos merlets. És en aquesta zona on es poden apreciar les restes vivents de l'antiga era, on es trillaven els cereals.
La masia està estructurada internament en tres crugies. La planta baixa consta de tres obertures: al centre el portal d'accés quadrangular, equipat amb una poderosa llinda monolítica i muntants de pedra ben treballats i escairats. El portal es troba flanquejat per dues finestres rectangulars, una a cada banda respectivament, amb llinda monolítica i muntants de pedra.
En el primer pis o planta noble trobem tres obertures rectangulars. La del centre és projectada com a balconada i equipada amb una sòlida penya volada i amb la seva pertinent barana de ferro forjat. Flanquegen aquesta balconada dues obertures projectades com a semi-balconades, ja que les baranes de ferro forjat actuen més com a ampit que no pas com a baranes pròpiament, cosa que provoca que no sobresurtin gens respecta el pla horitzontal de la façana. Pel que fa al treball de la forja aplicat a les respectives baranes, aquest és interessant únicament en el cas de la balconada central, com així ho acrediten les seves formes corbades lleugeres i esveltes, mentre que les dues dels laterals són molt austeres i discretes i sense cap element interessant a destacar.
El segon pis actua com a galeria i es manifesta en la façana en format de cinc obertures d'arc de mig punt, quatre de les quals són cobertes en la part frontal per un ampit d'obra que té com a matèria primera el maó.
Tanca la façana en la part superior un ràfec format per tres fileres: la primera de rajola plana i les dues restants de teula.
Pel que fa al tema dels materials, tota la masia està completament arrebossada i pintada de blanc. La pedra, en aquest cas és un material amb molt poc acta de presència fins al punt que el trobem present en elements aïllats i puntuals com ara les tres obertures de la planta baixa i alguna finestra de la façana lateral. L'estat de conservació de la masia és molt bo i tret d'alguns aspectes puntuals, com ara petites clapes on s'ha desprès la capa de l'arrebossat, la resta es troba en perfecte estat.